# Alfred Onions
Alfred Onions est un syndicaliste et homme politique britannique né le 30 octobre 1858 et mort le 5 juillet 1921.

## Biographie
Natif de St George's (en), dans le Shropshire, Onions commence à travailler à l'âge de dix ans. Il suit son père dans les mines de charbon de la région, puis déménage dans le Monmouthshire, au pays de Galles, pour y trouver du travail.
Onions s'implique dans la vie syndicale et devient secrétaire de la Monmouthshire and South Wales District Miners' Association en 1888. Dix ans plus tard, en 1898, ce syndicat fusionne avec d'autres au sein de la nouvelle South Wales Miners' Federation (en) (SWMF), dont il devient le premier trésorier. Il a été entre-temps sélectionné pour représenter les mineurs des Galles du Sud au Congrès international des mineurs organisé à Paris en 1891,.
Onions participe aussi au mouvement libéral-travailliste (en). Il est élu à la tête du conseil de comté de Monmouth, puis du conseil du district urbain de Risca (en). Lorsque la SWMF apporte son soutien au Parti travailliste, il suit le mouvement. Comparé aux syndicalistes révolutionnaires comme les auteurs du pamphlet The Miner's Next Step, il fait figure de réformiste modéré.
C'est sous l'étiquette travailliste qu'Onions est élu député dans la circonscription de Caerphilly lors des élections générales de 1918. Il meurt avant la fin de son mandat, en 1921, à l'âge de soixante-deux ans.